# Ryan Hopper
Ryan Hopper (sinh ngày 13 tháng 11 năm 1993) là một cầu thủ bóng đá người Anh từng thi đấu ở vị trí tiền vệ cho Accrington Stanley ở Football League Two.

## Sự nghiệp
Hopper sinh ra ở Manchester, Anh. Ông khởi đầu sự nghiệp ở đội trẻ của Oldham Athletic nhưng gia nhập Accrington Stanley vào tháng 5 năm 2010 với học bổng 2 năm. Anh có màn ra mắt Stanley vào ngày 27 tháng 3 năm 2012, trong thất bại 2–0 trên sân nhà trước Oxford United, khi vào sân từ ghế dự bị cho Charlie Barnett. Ngày 16 tháng 8 năm 2012, anh gia nhập Droylsden ở giải Conference North theo hợp đồng cho mượn với thời hạn 3 tháng.